# Денијал Пирић
Денијал Пирић (Живинице, 27. септембар 1946) бивши је југословенски и босанскохерцеговачки фудбалер. 

## Биографија
Каријеру је започео у Живиницама код Тузле, али је фудбалску славу стекао као првотимац загребачког Динама (1965-1972). За седам и по година колико је провео у Динаму, одиграо је преко 350 утакмица, а три пута освојио Куп маршала Тита. Један од најбољих играча генерације која је освојила Куп сајамских градова.
У дресу репрезентације Југославије одиграо је шест утакмица и постигао један гол.
Док је радио као омладински селектор, Пирићу је дат задатак да привремено предводи селекцију БиХ у пријатељској утакмици са Азејберџаном у Зеници, 1. јуна 2008, након што је отказ добио Мехо Кодро. Већина играча који су били позвани на меч су тада играли у Премијер лиги Босне и Херцеговине. 
Пирић је радио као технички директор босанскохерцеговачке репрезентације док се није повукао новембра 2017.